# Liga Sul de Futsal de 2014
A Liga Sul de Futsal de 2014, foi a 9ª edição da competição, a qual, contou com a participação de 4 clubes, da Região Meridional do país. Sua organização, foi de competência da Confederação Brasileira de Futsal.

## Regulamento
- Os 4 times formam um grupo único, se enfrentando entre si em turno, sendo que o primeiro colocado garante o título do torneio e vaga na Superliga de Futsal de 2014.

## Participantes em2014
| Clube          | Cidade   | Estado            |
| -------------- | -------- | ----------------- |
| ALAF           | Lajeado  | Rio Grande do Sul |
| Cascavel       | Cascavel | Paraná            |
| Ciagym Maringá | Maringá  | Paraná            |
| 1º de Julho    | Lages    | Santa Catarina    |

## Classificação
|   | Time           | Pts | J | V | E | D | GP | GC | SG | GA   |
| - | -------------- | --- | - | - | - | - | -- | -- | -- | ---- |
| 1 | ALAF           | 7   | 3 | 2 | 1 | 0 | 8  | 3  | 5  | 2,67 |
| 2 | Cascavel       | 4   | 3 | 1 | 1 | 1 | 9  | 9  | 0  | 1,00 |
| 3 | Ciagym Maringá | 3   | 3 | 1 | 0 | 2 | 8  | 9  | -1 | 0,89 |
| 4 | 1º de Julho    | 3   | 3 | 1 | 0 | 2 | 7  | 11 | -4 | 0,64 |

|  | Campeão |

### Confrontos

#### Primeira Rodada
| 6 de novembro | ALAF        | 1 – 1     | Cascavel            | Ginásio Chico Neto, Maringá                                                                                                  |
| 17:00         | Pelé 17:52' | Relatório | Marcelo Giba 01:40' | Árbitro: Felipe de Fabio Ventura Árbitro2: Daniel Robson Alves Cronometrista: Madalena da Cruz Anotador:Zilbo Tomaroli Filho |

| 6 de novembro | Ciagym Maringá                                             | 4 – 1     | 1º de Julho     | Ginásio Chico Neto, Maringá                                                                                        |
| 18:30         | Alessandro 32:07' · Victor 17:49' · Henrique 39:47' 39:30' | Relatório | Ferrugem 13:40' | Árbitro: Jefferson Lima Árbitro2:Ricardo Amaral Messa Cronometrista:Madalena da Cruz Anotador:Zilbo Tomaroli Filho |

#### Segunda Rodada
| 7 de novembro | 1º de Julho     | 1 – 3     | ALAF                                             | Ginásio Chico Neto, Maringá                                                                                             |
| 17:00         | Fabricio 02:35' | Relatório | Lucas 26:02' · Pelé 35:47' · Marcelo Giba 39:40' | Árbitro: Ricardo Amaral Messa Árbitro2:Daniel Robson Alves Cronometrista:Zilbo Tomaroli Filho Anotador:Madalena da Cruz |

| 7 de novembro | Ciagym Maringá                                  | 3 – 4     | Cascavel                                                      | Ginásio Chico Neto, Maringá                                                                                           |
| 18:30         | Edu 23:20' · Lambari 24:39' · Alessandro 39:18' | Relatório | Jaison 00:29' · Guilherme 20:43' · Edu 27:37' · Issamu 37:01' | Árbitro: Jefferson Lima Árbitro2:Felipe de Fabio Ventura Cronometrista:Zilbo Tomaroli Filho Anotador:Madalena da Cruz |

#### Terceira Rodada
| 8 de novembro | Cascavel                                                         | 4 – 5     | 1º de Julho                                                          | Ginásio Chico Neto, Maringá                                                                                        |
| 17:00         | Diego 09:53' · Ricardinho 30:48' · Jaison 37:35' · Issamu 39:54' | Relatório | Fabricio 01:22' 12:45' · Jean 24:55' · Roger 35:10' · Rodrigo 37:24' | Árbitro: Ricardo Amaral Messa Árbitro2:Jefferson Lima Cronometrista:Madalena da Cruz Anotador:Zilbo Tomaroli Filho |

| 8 de novembro | Ciagym Maringá    | 1 - 4     | ALAF                                                        | Ginásio Chico Neto, Maringá                                                                                                |
| 18:30         | Alessandro 32:59' | Relatório | Pelé 03:10' · Rafinha 31:32' · Edimar 31:32' · Chico 38:10' | Árbitro: Daniel Robson Alves Árbitro2:Felipe de Fabio Ventura Cronometrista:Madalena da Cruz Anotador:Zilbo Tomaroli Filho |

## Premiação
| Liga Sul de Futsal de 2013                       |
| Rio Grande do Sul                                |
| ------------------------------------------------ |
| Associação Lajeado de Futsal Campeão (1º título) |

## Artilharia
| 3 gols - Pelé (ALAF) - Alessandro (Ciagym) - Fabricio (1º de Julho) 2 gols - Henrique (Ciagym) - Issamu (Cascavel) - Jaison (Cascavel) 1 gol - Lambari (Ciagym) - Victor (Ciagym) - Guilherme (Cascavel) - Marcelo Giba (ALAF) - Edu (Ciagym) - Ferrugem (1º de Julho) - Lucas (ALAF) - Jean (1º de Julho) - Roger (1º de Julho) - Rodrigo (1º de Julho) - Diego (Cascavel) - Ricardinho (Cascavel) Gols contra - Edu (Ciagym, para Cascavel) - Marcelo Giba (ALAF, para Cascavel) |